# جيريمي جونسون (لاعب كرة قدم أمريكية)
جيريمي جونسون (بالإنجليزية: Jeremy Johnson)‏ هو لاعب كرة قدم أمريكية أمريكي، ولد في 30 سبتمبر 1995 في مونتغومري في الولايات المتحدة.